# Raymond B. West
Pour les articles homonymes, voir West.
Raymond B. West est un réalisateur américain, né le 11 février 1886 à Chicago (Illinois), et mort le 11 septembre 1923 à Los Angeles (Californie). West rejoint la New York Motion Picture Company en 1910. Il dirigera plus de 70 films entre 1910 et 1919 avant de subir une dépression nerveuse qui devait l'obliger à se retirer de l'entreprise. Il mourut en 1923 à l'âge de 37 ans.
Spécialiste des effets spéciaux, il fut l'un des collaborateurs très appréciés par Thomas H. Ince.

## Biographie
West est né à Chicago, en Illinois, en 1886 et étudia au Collège de La Salle. Installé à Los Angeles en 1910, il commence à travailler comme réalisateur pour Thomas H. Ince à la New York Motion Picture Company, le second studio de cinéma opérationnel en Californie du Sud. Entre 1910 et 1919, West a réalisé 70 films, dont 28 qu'il a dirigés seul pour l'année 1914.
La première œuvre cinématographique importante de West est The Alien, d'après la pièce de George Beban, The Sign of the Rose. Ses films les plus importants comprennent Tourmente d'amour (The Wolf Woman) et Civilisation (Civilization). Au cours de sa brève carrière en tant que réalisateur, il a travaillé avec certaines des plus grandes stars de cinéma des années 1910, dont Bessie Barriscale, Charles Ray, William Desmond, Dorothy Dalton et Louise Glaum. Il a également dirigé le premier film mettant en vedette Alice Thomas.
West était reconnu comme un expert en photographie, aussi bien qu'à la réalisation. De nombreux effets lumineux devenus monnaie courante dans les années 1920 ont été créés, selon le Los Angeles Times, dans «l'esprit toujours actif et inventif» de West. En 1917, on a également attribué à West le développement d'une nouvelle norme de double exposition photographique tandis qu'il dirigeait Les Sœurs jumelles (The Snarl), un film dans lequel Bessie Barriscale joue deux rôles, deux sœurs en compétition pour le même homme.
West aurait aimé le cinéma "si intensément qu'il prenait à peine le temps de manger et de dormir." Il souffrit d'une dépression nerveuse vers 1919 qui mit fin à sa carrière en tant que réalisateur. Il ne s'en remit jamais et ne dirigea aucun autre film.
Il est mort en 1923 à son domicile de l'avenue Horne à West Hollywood, en Californie. West laissa une épouse, et un fils, Vincent West. Ses funérailles eurent lieu en l'église Saint-Victor ; il a été enterré au cimetière du Calvaire.

## Filmographie
- 1912 : The Great Sacrifice
- 1913 : The Iconoclast
- 1913 : The Banshee
- 1913 : Flotsam
- 1913 : The Quakeress (en)
- 1913 : The Waif
- 1913 : A Highland Romance
- 1913 : The Black Sheep
- 1913 : The Heart of Kathleen
- 1913 : Widow Maloney's Faith
- 1913 : The Ghost
- 1913 : The Witch of Salem
- 1913 : The Filly
- 1913 : Eileen of Erin
- 1914 : True Irish Hearts
- 1914 : The House of Bondage
- 1914 : The Harp of Tara
- 1914 : The Circle of Fate
- 1914 : The Cure
- 1914 : The Informer
- 1914 : Divorce
- 1914 : For the Wearing of the Green
- 1914 : Mario
- 1914 : The Path of Genius
- 1914 : A Barrier Royal
- 1914 : The Bells of Asti
- 1914 : The Squire's Son
- 1914 : The Geisha
- 1914 : The Rightful Heir
- 1914 : The Substitute
- 1914 : In the Cow Country
- 1914 : The Latent Spark
- 1914 : The Heart of a Crook
- 1914 : The City
- 1914 : The Defaulter
- 1914 : A Romance of the Sawdust Ring
- 1914 : The Silver Bell
- 1914 : The Right to Die
- 1914 : The Golden Goose
- 1914 : Eric the Red's Wooing
- 1914 : Shorty Falls Into a Title
- 1915 : Mother Hulda
- 1915 : The Girl Who Might Have Been
- 1915 : The Riddle of the Wooden Leg
- 1915 : The Cup of Life
- 1915 : Rumpelstiltskin
- 1915 : The Mating
- 1916 : The Moral Fabric
- 1916 : Civilisation (Civilization), coréalisé avec Reginald Barker et Thomas H. Ince
- 1916 : The Payment
- 1916 : Home
- 1916 : The Lady from the Sea
- 1916 : Tourmente d'amour (The Wolf Woman)
- 1916 : The Honorable Algy
- 1916 : The Female of the Species
- 1917 : Le Sexe faible (The Weaker Sex) de Raymond B. West
- 1917 : Chicken Casey
- 1917 : Les Sœurs jumelles (The Snarl)
- 1917 : Whither Thou Goest
- 1917 : Madge l'écervelée (Madcap Madge)
- 1917 : Borrowed Plumage
- 1917 : Wooden Shoes
- 1917 : Ten of Diamonds
- 1917 : Celle qui paie (Those Who Pay)
- 1918 : The Cast-Off
- 1918 : Au fond de la coupe (Within the Cup)
- 1918 : Blindfolded
- 1918 : Patriotism
- 1918 : Fille de la tempête (Maid o' the Storm)
- 1919 : À tort et à travers (All Wrong), coréalisation de William Worthington

Par ailleurs, il a tenu un rôle dans un court-métrage en 1913 : The Flame in the Ashes de Frank Montgomery.